# Mário Roberto Cavallazzi
Mário Roberto Cavallazzi (Florianópolis, 7 de junho de 1948) é um político brasileiro.
Filho de João Demaria Cavallazzi e de Nilce Maria Cavallazzi.
Foi deputado estadual por Santa Catarina na 11ª legislatura (1987 — 1991), eleito pelo Partido Democrático Social (PDS). Foi deputado federal por Santa Catarina na 50ª legislatura (1995 — 1999), eleito pelo Partido Progressista Reformador (PPR).
Em 2005, com a posse de Dário Berger como prefeito de Florianópolis, foi nomeado secretário municipal de Turismo, Cultura e Esportes.